# Али Кемал
Али Кемал е османски политик, публицист и поет. Виден либерал, той е министър на вътрешните работи за няколко месеца през 1919 година. Линчуван е от националисти по време на Турската война за независимост.
Първата съпруга на Али Кемал е англичанка; той е прадядо на британския политик Борис Джонсън.

## Биография
Али Кемал е роден през 1867 година в Истанбул. Майка му е от черкезки произход.
Кемал става журналист и пътува много в чужбина, поради либералните си възгледи известно време живее в изгнание при управлението на султан Абдул Хамид II. В Швейцария се запознава с англо-швейцарката Уинифред Брун, за която се жени в Лондон през 1903 година.
След Младотурската революция през 1908 година Али Кемал се връща в Истанбул и става една от известните фигури в обществено-политическия живот, критикувайки от либерални позиции политиката на Комитета за единство и прогрес. Редактор е на либералния вестник „Икдам“ и един от лидерите на Партията на свободата и съгласието. Той е в центъра на конфликта, довел до неуспешния опит за контрапреврат на 31 март (13 април н. ст.) 1909 година и отстраняването на султан Абдул Хамид II, и е принуден отново да напусне страната.
Али Кемал прекарва следващите години в Англия със семейството на жена си, която по онова време умира. Връща се в Истанбул през 1912 година. През май 1919 година става вътрешен министър в правителството на Дамад Ферид паша и е сред османските представители на Парижката мирна конференция, но през лятото напуска кабинета.
Един от най-активните критици на младотурците, кемалистите и Арменския геноцид, Али Кемал е сред най-ненавижданите от националистите османски общественици в началото на Войната за независимост. На 4 ноември 1922 година е отвлечен на улицата в столицата от националисти, които искат да го отведат в намиращата се под техен контрол Анкара, за да бъде съден за измяна. На 6 ноември в Измит Али Кемал е линчуван от тълпа, организирана от генерал Нуреддин Ибрахим паша.